# Кубок Гонконгу з футболу 2022—2023
Кубок Гонконгу з футболу 2022—2023 — 48-й розіграш кубкового футбольного турніру в Гонконзі. Титул всьоме здобув Кітчі.

## Календар
| Раунд        | Дата                         | Матчі | Клуби  |
| ------------ | ---------------------------- | ----- | ------ |
| Перший раунд | 2-8 жовтня 2022              | 2     | 10 → 8 |
| 1/4 фіналу   | 3 грудня 2022 - 7 січня 2023 | 4     | 8 → 4  |
| 1/2 фіналу   | 29 квітня - 1 травня 2023    | 2     | 4 → 2  |
| Фінал        | 13 травня 2023               | 1     | 2 → 1  |

## Перший раунд
| Команда 1                  | Рахунок | Команда 2    |
| -------------------------- | ------- | ------------ |
| 2 жовтня 2022              |         |              |
| Ресурсес Капітал           | 1:2 дч  | Гонконг ФК   |
| 8 жовтня 2022              |         |              |
| Саутерн Дістрікт Рекріейшн | 6:1     | Гонконг U-23 |

## 1/4 фіналу
| Команда 1         | Рахунок | Команда 2                  |
| ----------------- | ------- | -------------------------- |
| 3 грудня 2022     |         |                            |
| Кітчі             | 4:1     | Самсьойпоу                 |
| 10 грудня 2022    |         |                            |
| Лі Мен            | 0:2     | Саутерн Дістрікт Рекріейшн |
| 17 грудня 2022    |         |                            |
| Гонконг Рейнджерс | 1:0     | Тайпо                      |
| 7 січня 2023      |         |                            |
| Істерн            | 3:0     | Гонконг ФК                 |

## 1/2 фіналу
| Команда 1                  | Рахунок | Команда 2         |
| -------------------------- | ------- | ----------------- |
| 29 квітня 2023             |         |                   |
| Саутерн Дістрікт Рекріейшн | 1:2     | Гонконг Рейнджерс |
| 7 січня 2023               |         |                   |
| Істерн                     | 1:2 дч  | Кітчі             |

## Фінал
| 13 травня 2023 10:00 (EEST) |

| Гонконг Рейнджерс | 1:7      | Кітчі                                                              |
| ----------------- | -------- | ------------------------------------------------------------------ |
| Чон Бум Пак 42'   | Протокол | Скотт 30', 60' Клейтон 39', 72', 76' Пун Пуї Хін 45+2' Мікаель 58' |

| Монгкок, Хошимін Глядачів: 3 083 Арбітр: Лю Квок Ман |